# シュタディオン・デア・フロイントシャフト
シュタディオン・デア・フリントシャフト（ドイツ語: Stadion der Freundschaft）は、ドイツ・ブランデンブルク州コトブスにあるサッカー専用スタジアム。1930年に開場し、エネルギー・コットブスがホームスタジアムとして使用している。

## 概要
コトブス市内のザンドウ地区に位置し、近くをシュプレー川が流れる。1930年に開場して以来何度か修繕やスタンドの建て替え工事を行っており、2003年から2004年にかけてはスタジアム唯一の2層構造を持つ東スタンドが建て替えられ、上段と下段を合わせて約7,200人を収容できる。
2011年7月1日、それまでコトブス市所有だったスタジアムがエネルギー・コットブスへ約200万ユーロで売却され、クラブ所有のスタジアムとなった。

## 開催された主な試合
- 国際Aマッチ

| 日付          | ホームチーム | 結果 | アウェーチーム | ラウンド |
| ------------- | ------------ | ---- | -------------- | -------- |
| 1974年10月9日 | 東ドイツ     | 2-0  | カナダ         | 親善試合 |
| 1976年4月21日 | 東ドイツ     | 5-0  | アルジェリア   | 親善試合 |

- 国際Aマッチ（女子）

| 日付          | ホームチーム | 結果 | アウェーチーム | ラウンド                          |
| ------------- | ------------ | ---- | -------------- | --------------------------------- |
| 2006年5月10日 | ドイツ       | 1-0  | アイルランド   | 2007 FIFA女子ワールドカップ・予選 |
| 2013年9月21日 | ドイツ       | 9-0  | ロシア         | 2015 FIFA女子ワールドカップ・予選 |
| 2021年9月18日 | ドイツ       | 7-0  | ブルガリア     | 2023 FIFA女子ワールドカップ・予選 |

## ギャラリー

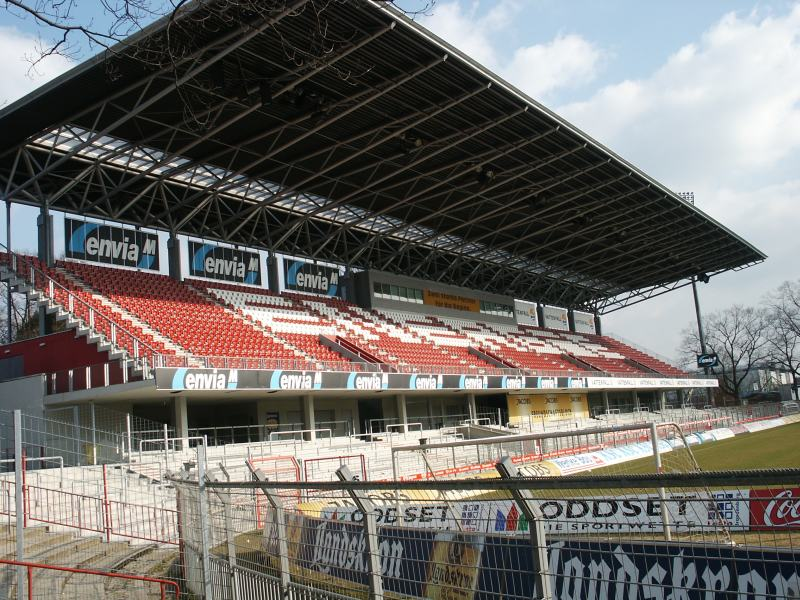
東スタンド（2004年）
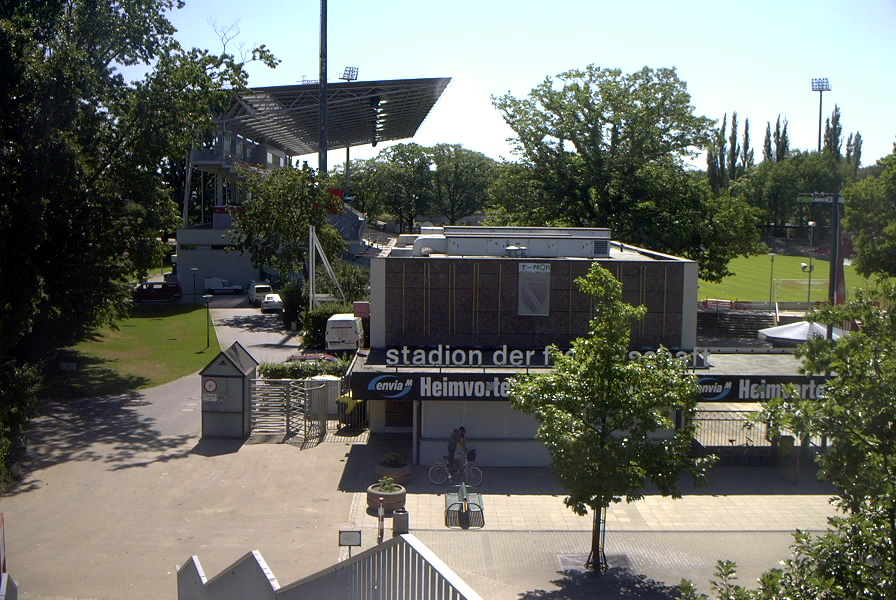
2003年のスタジアム